# Victoria Football Club Louvain
Ne pas confondre avec d'autres clubs de la ville de Louvain : le Daring Club Louvain, le Hoger Op Louvain, le Stade Louvaniste, ni avec Oud-Heverlee Louvain, résultat d'une fusion entre Oud-Heverlee, le Daring et le Stade.
Dernière mise à jour : 21 septembre 2011.
Le Victoria Football Club Louvain est un ancien club de football belge, basé à Louvain. Fondé en 1920, le club porteur du matricule 206 arrête ses activités en 1945, probablement à la suite d'une fusion non officielle avec le Sporting Club Louvain, qui change son nom presque simultanément en Daring Club Louvain.

## Histoire
Le Victoria FC Louvain est créé en 1920, et s'affilie à l'Union belge le 26 mai 1920. Le club est versé dans les séries régionales, et rejoint les nationales comme club fondateur du troisième niveau national, la Promotion, lors de la saison 1926-1927. Il est alors versé dans la même série qu'un autre club de la ville, le Stade Louvaniste. Cette année-là, il reçoit le matricule 206. Le club se maintient trois saisons en Promotion, avant d'être relégué en 1929, en même temps que le SC Louvain.
Le Victoria revient en Promotion quatre ans plus tard. Cette fois, son passage dure quatre saisons, durant lesquelles de nombreux derbies l'opposent au Hoger Op Louvain, au Stade Louvaniste ou au SC Louvain. En 1937, le club termine à égalite de points avec le Genk VV et le Herentalsche SK, mais est relégué à cause d'un plus grand nombre de défaites concédées.
Après la guerre, le Victoria ne peut reprendre ses activités, et démissionne de la Fédération. Dans le même temps, le RSC Louvain, porteur du matricule 223, change son nom en Daring Club Louvain, ce qui laisse présumer d'une fusion non officielle entre les deux clubs. Le matricule 206 du Victoria est radié des listes de l'Union Belge le 8 août 1945.

## Résultats sportifs
Statistiques clôturées, club disparu

### Bilan en séries nationales
| Niv | Divisions     | Jouées | Titres | TM Up | TM Down |
| --- | ------------- | ------ | ------ | ----- | ------- |
| I   | 1re nationale | 0      | 0      |       |         |
| II  | 2e nationale  | 0      | 0      |       |         |
| III | 3e nationale  | 7      | 0      |       |         |
| IV  | 4e nationale  | 0      | 0      |       |         |
| V   | 5e nationale  | 0      | 0      |       |         |
|     |               |        |        |       |         |
|     | TOTAUX        | 7      | 0      | 0     | 0       |

- TM Up : test-match pour départager des égalités, ou toutes formes de Barrages ou de Tour final pour une montée éventuelle.
- TM Down : test-match pour départager des égalités, ou toutes formes de Barrages ou de Tour final pour le maintien.

### Classements saison par saison
| Ordre             | Saison  | Nom du club                                                            | Niveau                                                                 | Classement final                                                       | Remarques                                                              |
| ----------------- | ------- | ---------------------------------------------------------------------- | ---------------------------------------------------------------------- | ---------------------------------------------------------------------- | ---------------------------------------------------------------------- |
| 1                 | 1926-27 | Victoria FC Louvain                                                    | Promotion (D3) série B                                                 | 11e/14                                                                 |                                                                        |
| 2                 | 1927-28 | Victoria FC Louvain                                                    | Promotion (D3) série C                                                 | 9e/14                                                                  |                                                                        |
| 3                 | 1928-29 | Victoria FC Louvain                                                    | Promotion (D3) série C                                                 | 12e/14                                                                 | Relégué!                                                               |
| séries régionales |         |                                                                        |                                                                        |                                                                        |                                                                        |
| 4                 | 1933-34 | Victoria FC Louvain                                                    | Promotion (D3) série B                                                 | 8e/14                                                                  |                                                                        |
| 5                 | 1934-35 | Victoria FC Louvain                                                    | Promotion (D3) série A                                                 | 11e/14                                                                 |                                                                        |
| 6                 | 1935-36 | Victoria FC Louvain                                                    | Promotion (D3) série C                                                 | 10e/14                                                                 |                                                                        |
| 7                 | 1936-37 | Victoria FC Louvain                                                    | Promotion (D3) série C                                                 | 12e/14                                                                 | Relégué!                                                               |
| séries régionales |         |                                                                        |                                                                        |                                                                        |                                                                        |
| X                 | 1945    | Fusion non officielle avec le SC Louvain, son matricule 206 est radié. | Fusion non officielle avec le SC Louvain, son matricule 206 est radié. | Fusion non officielle avec le SC Louvain, son matricule 206 est radié. | Fusion non officielle avec le SC Louvain, son matricule 206 est radié. |